# 青青校樹 (遊戲)
《青青校樹》是由日本的GROOVER製作於2001年10月5日發售的戀愛冒險類型成人遊戲，青青校樹系列的第一作，後來移植到PlayStation 2平台分別發售和兩種版本，2013年由OVERDRIVE發售重製版《青青校樹 OVERDRIVE EDITION》。除了發售遊戲外也改編成電視動畫、OVA、漫畫、小說發售。

## 角色
高崎祐介（聲：武内健（電視動畫））
本作的男主角，鍾之音學園二年級學生。
千歲綠（聲：中山真奈美）

朽木雙葉（聲：藤卷惠理子）

朽木若葉（聲：滿仲由紀子）
雙葉的妹妹。
美南早苗（聲：杉本沙織）

飯野千種（聲：鈴木麻里子）

森村麗華（聲：植田佳奈）

## 動畫

### 電視動畫
電視動畫版是由Studio Matrix製作於2003年7月12日到9月27日期間播放共12集，臺灣由木棉花國際代理發售。

#### 主題曲
片頭曲「Guri Guri」
作詞、作曲：milktub，編曲：河邊健宏，主唱：佐藤裕美
片尾曲「青空」
作詞、作曲：milktub，編曲：藤間仁，主唱：YURIA

#### 集數列表
| 話數 | 中文標題                 | 日文標題 | 劇本       | 分鏡           | 演出             | 作畫監督                            |
| ---- | ------------------------ | -------- | ---------- | -------------- | ---------------- | ----------------------------------- |
| 1    | 深山裡的悸動             |          | 冨岡淳廣   | 武藤裕治       | 清水明           | 新石あかり                          |
| 2    | 在露天澡堂裡摔個四腳朝天 |          | 田中哲生   | まつぞのひろし | はしもとなおと   | 太田雅彦 南伸一郎 奥村吉昭 猿渡聖加 |
| 3    | 森林中的災難             |          | 筆安一幸   | 河合夢男       | 柳瀬雄之         | 柳瀬雄之                            |
| 4    | 女子宿舍的大事件         |          | 江夏由結   | 西村純二       | 成田歳法         | 長坂寛治                            |
| 5    | 在保健室裡精疲力竭       |          | 砂山蔵澄   | 熊谷雅晃       | いとがしんたろー | 工藤正輝                            |
| 6    | 體育館裡的火熱爭戰       |          | あすか正太 | 小島多美子     | 木村寛           | 相坂直紀                            |
| 7    | 泳池邊淋得濕答答         |          | 威成一     | 小島多美子     | 成田歳法         | 藤井真澄                            |
| 8    | 清晨澡堂裡的嘉年華會     |          | 筆安一幸   | 武藤裕治       | はしもとなおと   | 中原清隆                            |
| 9    | 試膽大會裡心急如焚       |          | 砂山蔵澄   | 河合夢男       | 柳瀬雄之         | 柳瀬雄之                            |
| 10   | 圖書室裡的大騷動         |          | 江夏由結   | 山中さわこ     | ヤマトナオミチ   | 飯飼一幸                            |
| 11   | 飄浮在命運裡             |          | 冨岡淳廣   | 河合夢男       | いとがしんたろー | 工藤正輝                            |
| 12   | 再見了鐘之音學園         |          | 冨岡淳廣   | 西村純二       | 武藤裕治         | 中原清隆                            |

#### 製作人員
- 監督：武藤裕治
- 系列構成：冨岡淳廣
- 角色設計：中原清隆
- 美術監督：武藤正敏
- 色彩設計：田中直人
- 撮影監督：松田成志
- 編輯：瀬山武司
- 音響監督：たなかかずや、松本ゆきを
- 音樂：光宗信吉
- 動畫製作人：白井勝也
- 製作人：石黒達也
- 動畫製作：Studio Matrix
- 製作：鐘之音理事會

### OVA
OVA版於2002年12月20日發售共一集，臺灣由木棉花國際代理發售。成人動畫版《青青校樹 Erolutions》（グリーングリーン エロリューションズ）於2004年5月28日發售共一集。

## 評價
《ファミ通》752號的クロスレビュー對PlayStation 2版給予22/40評分。

## 外部連結
- GROOVER（日語）
- 重製版官方網站 （页面存档备份，存于）（日語）
- 動畫官方網站 （页面存档备份，存于）（日語）